# Amblyocarenum nuragicus
Il ragno botola nuragico o ragno nuragico (Amblyocarenum nuragicum Decae, Colombo & Manunza, 2014) è un ragno della famiglia Nemesiidae, endemico della Sardegna, la cui scoperta è stata annunciata nel 2014 su Arachnology, il bollettino della Società Aracnologica Britannica, a seguito di uno studio iniziato nel 2007.
La ricerca sull'unicità della specie ha fornito nuovo materiale contribuendo alla separazione tassonomica precisa tra i generi Cyrtauchenius e Amblyocarenum, prima considerati sinonimi.

## Descrizione

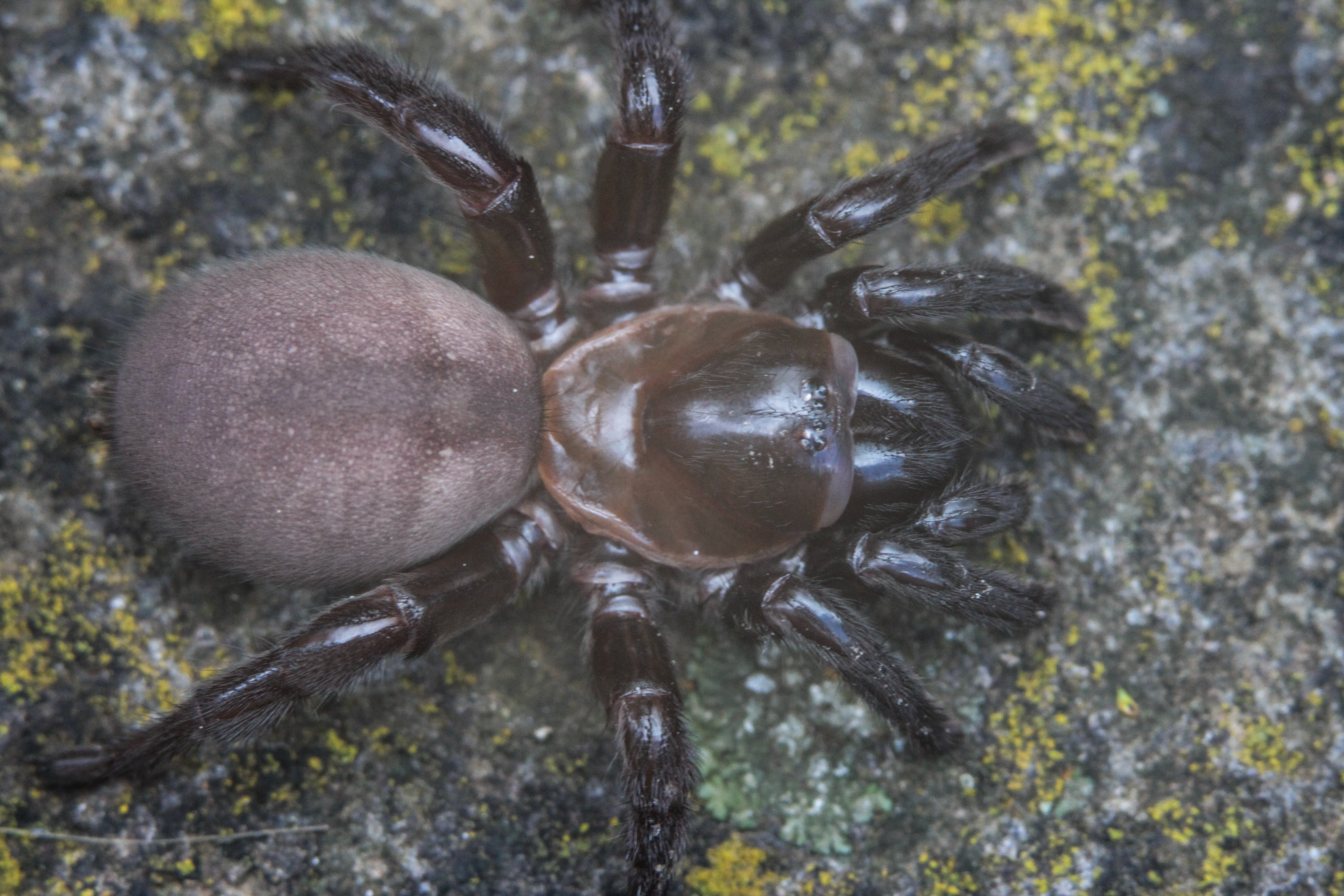
Vista dall'alto di un esemplare femmina

Il ragno botola nuragico, così chiamato in onore della civiltà nuragica che ha lasciato molte tracce in Sardegna, si presenta come un ragno scuro di medie dimensioni (maschi: 17–25 mm, femmine:13–17 mm) di aspetto compatto, massiccio e pubescente. Si distingue per via dell'embolus dritto e assottigliato distalmente (nei maschi), e per i ricettacoli delle spermateche ricurvi verso l'interno e allargati distalmente, senza restrizione mediana (nelle femmine).
Maschio: ragno dalle zampe allungate, con forti cheliceri neri, parte cefalica del cefalotorace rilevata, pubescente con fine peluria argentata; fovea costituita da una profonda fossetta lievemente ricurva. Arti bruni scuri, addome violaceo, con evidente chiazza chiara in zona cardiaca.
Femmina: ragno robusto e compatto, con forti cheliceri rossicci, parte cefalica del cefalotorace molto rilevata, lucida; fovea costituita da una profonda fossetta lievemente procurva. Arti bruni scuri, addome grigio con evidente chiazza chiara in zona cardiaca.

## Biologia
È un ragno botola, ovvero che vive in tane scavate nel terreno e chiuse sulla sommità da un opercolo simile a una sorta di botola di tela ricoperta di terra che il ragno apre di scatto per attaccare fulmineamente la preda. La botola, a differenza di quella di Cteniza sauvagesi che appare spessa e troncoconica, è di forma sottile e di costituzione morbida. I maschi cercano le femmine per l'accoppiamento nei mesi estivi. Il ragno è innocuo per l'uomo. Come altri artropodi è una preda della vedova nera mediterranea (Latrodectus tredecimguttatus)

## Distribuzione e habitat

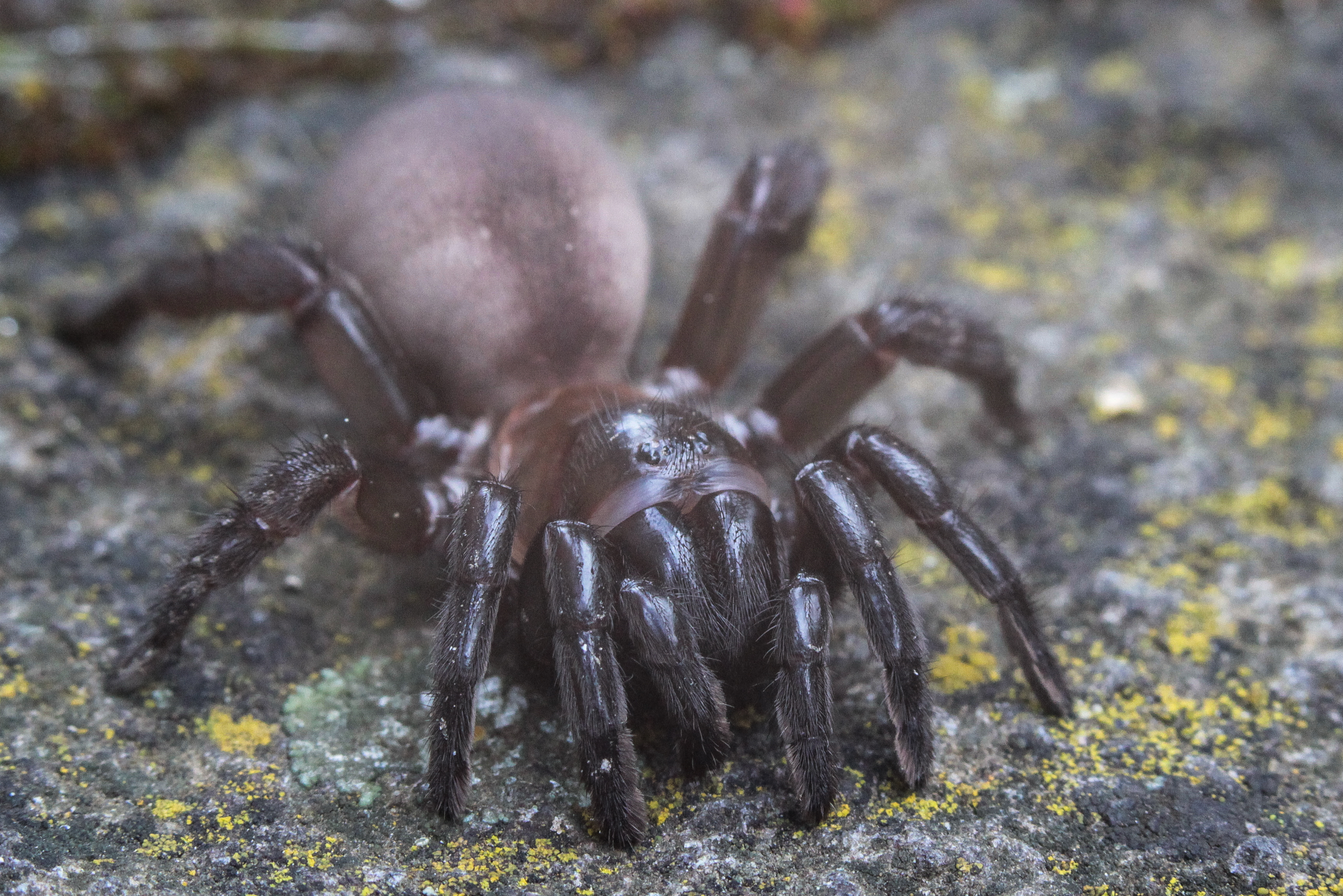
Femmina fotografata nell'Anglona

La scoperta iniziale e alcune ricerche successive sono state effettuate nell'area di Porto Conte, nella parte nord occidentale della Sardegna, fra Capo Caccia e Punta Giglio, nel territorio del Comune di Alghero, caratterizzata dalla presenza di nuraghi da cui deriva il nome della specie. Il ragno era conosciuto ma mai classificato autonomamente perché probabilmente confuso con Cteniza sauvagesi. Attualmente si ritiene sia endemico della Sardegna, tuttavia ricerche future potranno rivelare se esso sia presente anche altrove (esempio in Corsica e in Tunisia).
La specie è stata osservata in un'ampia varietà di habitat (pinete, macchia mediterranea, gariga, oliveti e giardini), dal livello del mare fino a circa 1100 m di altitudine, sia su terreno calcareo che granitico.